# Río Témpanos
El río Témpanos es el emisario de la laguna San Rafael, en la Región de Aysén, que fluye en dirección norte para desembocar en el estero Elefantes, que más al norte desemboca en el canal Moraleda.

## Trayecto
El río Témpanos sale del lado norte de la laguna San Rafael y fluye hacia el norte en un trayecto de 10 km hasta desembocar en el fiordo Elefantes ubicado en el extremo sur del canal Moraleda.
Barros Gónzalez escribe:: 3 
Con un ancho	de más o menos 300 metros y profundidades de 8 a 15 metros, el río presenta una	intensa	corriente que arrastra constantemente los témpanos que salen de	la laguna San Rafael, y	que durante su desplazamiento prácticamente mantienen el dragado del río. Su navegación es posible para naves de tamaño menor, pero debe efectuarse con las precauciones necesarias que imponen las características hidrográficas, meteorológicas y glaciológicas.

## Caudal y régimen
El lecho del río tiene una escasa altura sobre el nivel del mar, lo que permite que las mareas penetren hasta la laguna y determinen así el nivel del río y de la laguna.: 93 

## Población, economía y ecología
El río Témpanos era el paso de elección para canoas y dalcas desde el canal Moraleda hacia el canal Messier. Tras navegar por el Moraleda, remontar el río Témpanos y cruzar la laguna en canoa, se debía cruzar con la canoa a cuestas el desecho, como se llamó por largo tiempo al istmo de Taitao, una distancia de cerca de 2 km, hasta llegar al río Negro o al río Lucac, los ríos formativos del río San Tadeo. A partir de allí se continuaba hacia el sur en la embarcación.